# NGC 6910
NGC 6910是在星座天鵝座的一個疏散星團。它是威廉·赫協爾於 1786年10月17日發現的。約翰·赫協爾也在1828年9月18日觀測到了這個星團。它是一個貧乏的星團，具有突出的中心集中和I 2 p的川普勒分類。 
NGC 6910是星協天鵝座OB9的核心星團。

## 詳敘

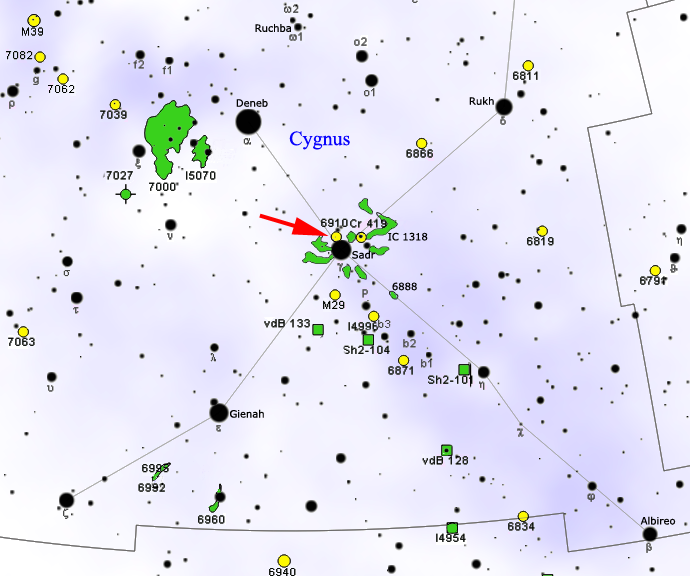
NGC 6910在天空中的位置圖。

NGC 6910位於天津一（天鵝座γ，固有名稱為Sadr）東北偏東半度的位置。它可能與星雲IC 1318（也稱為天鵝座γ星雲）有物理關係，因為它位於銀河系的大裂谷。天鵝座OB9位於銀河系的獵戶臂 內。它在天空中的尺寸為 2.5 度 x 1.5 度，在它與太陽系的距離上相當於 175 × 105光年的尺度。它包括許多OB星以及超巨星，比如紅超巨星天鵝座RW。天津一是一顆前景恆星，距離地球大約1,500光年。因為它位於許多分子雲的後面，所以NGC 6910發出的光衰減了不止一個星等。
星團的核心半徑為0.8秒差距（2.6光年），而潮汐半徑為4.2秒差距（13.7光年）；這代表了NGC 6910的平均外部極限。超過這個極限，星團核心的引力就不太可能束縛住恆星。 
可能是星團成員的恆星有125顆位於星團的中心部分，280顆可能的成員恆星位於星團的角半徑內。NGC 6910最亮的表觀成員是一顆藍超巨星HD 194279（天鵝座V2118）。它位於星團的東南邊緣，光譜型為B2，視星等 7.0。它是一顆天鵝座P型變星。一顆8.1等的恆星位於星團的西北邊緣，一顆8.5等的恆星是O6巨星（HD 229196，也被稱為 天鵝座V2245）位於最亮兩顆最星連線的西南方。這個星團的其它成員還包括兩顆10.3等的恆星，是一顆O9.5和另一顆B0.5的主序星。恆星NGC 6910 37 根據其發射譜線歸類為Be星，NGC 6910 14和NGC 6910 25是仙王座β型變星。星團中總共有四顆仙王座β型變星，這是相當罕見的數量。它們的存在歸因於星團中較高的金屬量。

## 觀測NGC 6910
雖然通過雙筒望遠鏡可以看到，但該星團太緊湊，無法在低功率儀器中分辨恆星，需要用15 X 100的雙筒望遠鏡才能看到個別的恆星。當使用5英寸的望遠鏡以低倍率觀察時，這個星團看起來像兩顆較亮的恆星之間的新月，而更高的放大倍率則揭示了更多的恆星，形成延伸到星團兩側的星流。

## 外部連結
- WikiSky上关于NGC 6910的内容：DSS2, SDSS, GALEX, IRAS, 氢α, X射线, 天文照片, 天图, 文章和图片